# Кондратенко Сидір Денисович
Си́дір Дени́сович Кондрате́нко (? — 1865) — російський військовий діяч українського походження.

## Біографія
Походив з бідних землевласників Катеринославської губернії, колишніх козаків перетворених на державних селян. Початково служив рядовим в Кримському піхотному полку. Учасник російсько-турецьких та кавказьких воєн. За проявлені бойові якості та особисту хоробрість отримав офіцерське звання і дворянський титул. Закінчив службу в Тифліському гарнізонному батальйоні. Вийшов у відставку майором. Одружився в Тифлісі на Марії Пилипівні Соколовій, уродженці Москви. Батько десяти дітей, зокрема героя російсько-японської війни Романа Кондратенко. Кінець мешкав у Тифлісі, де й помер взимку 1865 року.

## Родина
- Батько: Денис Кондратенко
- Дружина: Соколова Марія Пилипівна, росіянка.
- Діти:

Єлисей Сидорович Кондратенко (1836 — ?) геодезист.
+дружина: Юлія Василівна Таннер, німкеня; отримала освіту в Ганновері; вихователька Романа Кондратенко.
Роман Сидорович Кондратенко